# Dorosłe serce
Dorosłe serce – singel polskiej influencerki Wersow. Singel został wydany 17 kwietnia 2025.
Oryginalny teledysk do utworu zdobył ponad 2 mln wyświetleń na platformie YouTube. Natomiast w serwisie Spotify, utwór osiągnął prawie 1,5 mln przesłuchań.

## Geneza utworu i historia powstania
Utwór napisali: Weronika Sowa, Bartłomiej Marszałek, Carla Fernandes, Jan Bielecki i Frank Bo. Za kompozycję piosenki odpowiedzialni byli Bartłomiej Marszałek, Carla Fernandes, Dominic Buczkowski-Wojtaszek, Jan Bielecki oraz Patryk Kumór. Utwór wyprodukowała grupa Hotel Torino, która odpowiada również za miksowanie oraz mastering piosenki.
Singel ukazał się w formacie digital download 17 kwietnia 2025 w Polsce za pośrednictwem wytwórni płytowej DB4 Management w dystrybucji Warner Music Poland.

## Teledysk
Do utworu powstał teledysk w reżyserii Weroniki Sowy, który udostępniono za pośrednictwem platformy YouTube w dzień wydania singla. 

## Lista utworów
- Digital download[4]

1. „Dorosłe serce” – 3:10